# Carlos Alberto Arroyo del Rio
Carlos Alberto Arroyo del Río (ur. 1893, zm. 1969) – ekwadorski adwokat i polityk, profesor prawa na uniwersytecie w Guayaquil, prezydent Ekwadoru w 1939 i od 1940 do 1944 z ramienia Partii Liberalnej. 
W 1942 zrzekł się po przegranej wojnie z Peru terytoriów spornych w Amazonii. Został obalony przez masowe wystąpienia społeczne i w 1944 wyemigrował. Powrócił do kraju w 1955.